# Standfussiana melanophila
Standfussiana melanophila là một loài bướm đêm trong họ Noctuidae.